# Metrosideros wyniosły

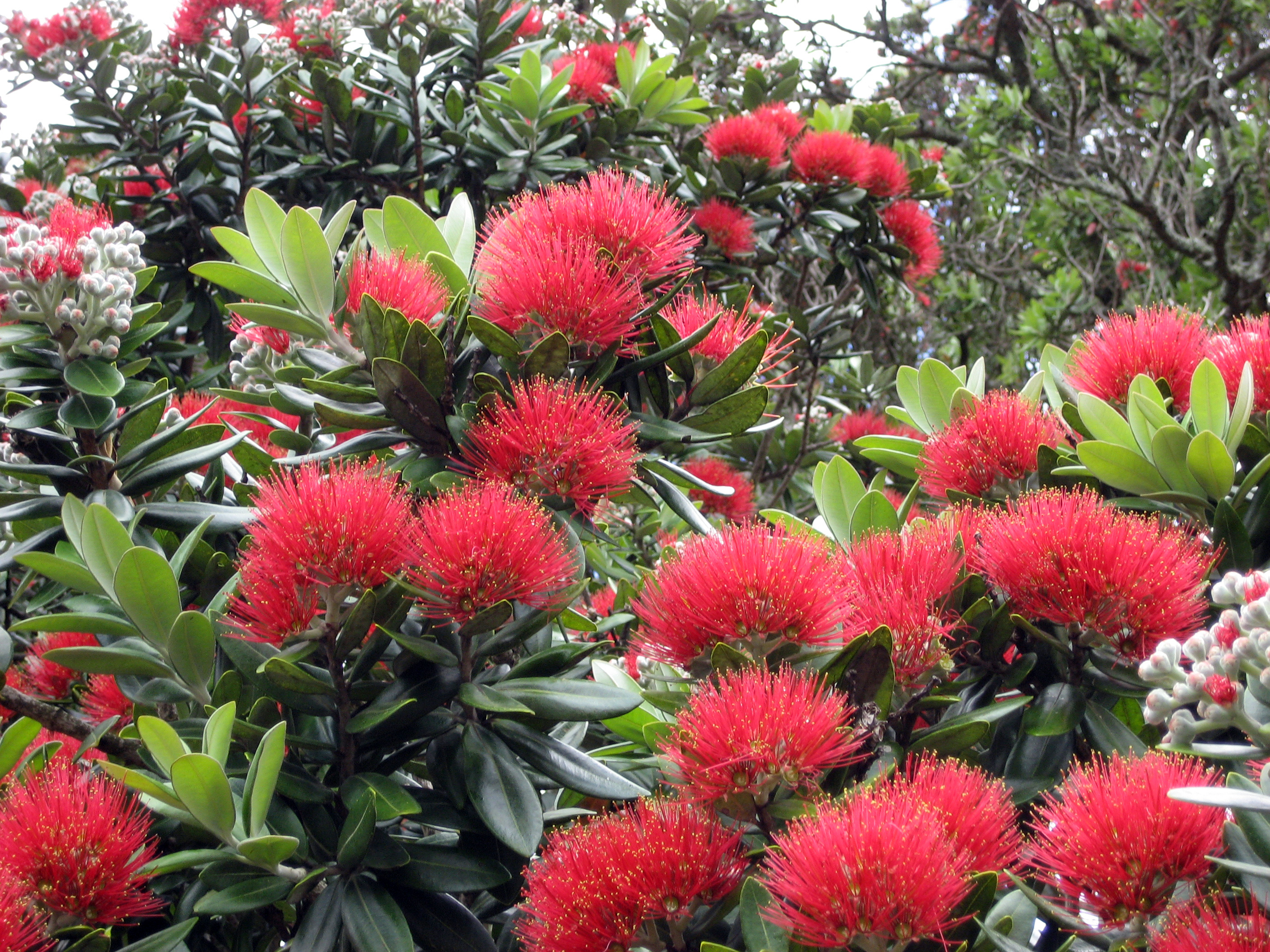
Kwiaty metrosiderosa wyniosłego

Metrosideros wyniosły (Metrosideros excelsa) – gatunek rośliny z rodziny mirtowatych. Pochodzi z Nowej Zelandii, ale rozprzestrzenił się także w Australii i Południowej Afryce. Ze względu na bardzo twarde drewno wraz z kilkoma pokrewnymi gatunkami swego rodzaju nazywany jest drzewem żelaznym. Kwitnie zwykle w okresie Bożego Narodzenia, stąd zwyczajowa angielska nazwa „Christmas tree”. Drzewo dobrze znoszące trudne warunki na wybrzeżu morskim. Jedno z najbardziej typowych drzew Nowej Zelandii.

## Morfologia
PokrójDrzewo osiągające do 20 m wysokości, o szerokiej koronie i powyginanych gałęziach. W uprawie zazwyczaj prowadzone jako krzew.
LiścieNaprzeciwległe, skórzaste, ciemnozielone, o długości do 10 cm. Od spodniej strony jasnoszare, owłosione.
KwiatyKwiatostany szczotkowate o barwie karminowej, bardzo liczne pręciki do 4 cm długości.
OwoceTrójklapowe torebki do 1 cm, zielone.
PnieKrótkie, srebrzyste, malowniczo poskręcane ozdabiają wybrzeża wyspy.

## Zastosowanie
- W krajach o ciepłym klimacie uprawiany jako krzew ozdobny.
- Dawniej drewno wykorzystywano do budowy statków
- Wywary z kory stosowane są w tradycyjnej medycynie maoryskiej[5]